# Кейси Калверт
Кейси Калверт (англ. Casey Calvert, настоящее имя Сара Голдбергер (англ. Sarah Goldberger); род. 17 марта 1990, Балтимор, Мэриленд) — американская порноактриса и кинопродюсер.

## Ранняя жизнь
Калверт выросла в консервативной еврейской семье. До прохождения бат-мицвы она каждую субботу посещала синагогу, однако позже её семья перешла в реформистский иудаизм и они стали ходить в синагогу только по праздникам. В 2012 году она с большим почётом окончила Флоридский университет, получив степень бакалавра наук по производству фильмов. Среди её дополнительных курсов были зоология и антропология.

## Карьера в порноиндустрии
Калверт начала работать фетиш-моделью и натурщицей во время обучения на третьем курсе колледжа. Свой псевдоним она выбрала в честь профессора Клея Калверта (он был сильно удивлён таким выбором), который преподавал ей право СМИ на втором курсе университета. Сама девушка рассказывала, что если бы не преподаватель, то она бы не стала тем, кто она есть, так как тот во время занятий объяснил, что порнография не является незаконной, как она думала до этого. Она также рассказала, что имя Кейси взяла в честь инициалов знаменитости KC, которой она увлекалась в детстве, однако не уточнила, кто это был. В порноиндустрию Калверт пришла 5 ноября 2012 года. Кроме того, Кейси пыталась пробиться в массовый кинематограф и стать моделью, но потенциальные работодатели отказывали девушке из-за её работы в порно. Калверт утверждала, что на просмотрах её узнавали, даже если она представлялась своим настоящим именем.

## Личная жизнь
Замужем за режиссёром Эли Кроссом, с которым она познакомилась на съемках. Калверт называет себя феминисткой.

## Вне порнокарьеры
В 2015 году на экраны вышел короткометражный фильм «Ковбои и двигатели» (англ. Cowboys and Engines) в жанре «стимпанк», продюсером которого стала Сара уже под настоящим именем.

## Награды и номинации
| Год  | Премия | Категория                                 | Фильм | Результат |
| ---- | ------ | ----------------------------------------- | --- | --------- |
| 2014 | AVN    | Лучшая сцена группового лесбийского секса | Babysit My Ass 2 (вместе с Сарой Шевон и Габриеллой Палтровой)                                                           | Номинация |
| 2014 | AVN    | Best Boy/Girl Sex Scene                   | Dark Perversions 2 (вместе с Районом Мэдисоном)                                                                          | Номинация |
| 2014 | AVN    | Best Girl/Girl Sex Scene                  | Teach Me 3 (вместе с Индией Саммер)                                                                                      | Номинация |
| 2014 | AVN    | Лучшая новая старлетка                    | н/д | Номинация |
| 2014 | AVN    | Лучшая сцена мастурбации                  | Bound by Desire: A Leap of Faith                                                                                         | Номинация |
| 2014 | AVN    | Лучшая сцена жёсткого секса               | Babysit My Ass 2 (сцена: «The Purple Rose of Colon») (вместе с Сарой Шевон и Габриелой Палтровой)                        | Номинация |
| 2014 | AVN    | Лучшая сцена жёсткого секса               | Homecoming (сцена: «Hedwig and the Anal Itch») (вместе с Ральфом Лонгом)                                                 | Номинация |
| 2014 | XBIZ   | Лучшая сцена—Feature Movie                | Homecoming (вместе с Ральфом Лонгом)                                                                                     | Номинация |
| 2014 | XRCO   | Новая старлетка                           | н/д | Номинация |
| 2015 | AVN    | Лучшая сцена лесбийского секса            | Dirty Panties 2 (вместе с Джадой Стивенс)                                                                                | Номинация |
| 2015 | AVN    | Лучшая сцена группового секса             | Nymphos (вместе с Мишей Брукс, Джуелз Вентурой, Ксандером Корвусом, Томми Пистолом и Майклом Вегасом)                    | Номинация |
| 2015 | AVN    | Лучшая сцена секса от первого лица        | POV Pervert 17 (вместе с Томом Вон Свайном)                                                                              | Номинация |
| 2015 | AVN    | Лучшая сцена триолизма — Ж/Ж/М            | Anal Inferno 3 (вместе с Адрианой Луной и Майком Адриано)                                                                | Номинация |
| 2015 | XBIZ   | Лучшая актриса—Couples-Themed Release     | Proud Parents | Номинация |
| 2015 | XBIZ   | Лучшая сцена-Feature Release              | James Deen’s 7 Sins (вместе с Даной Деармонд, Феникс Мари и Джеймсом Дином)                                              | Номинация |
| 2015 | XRCO   | Unsung Siren                              | н/д | Победа    |
| 2016 | AVN    | Лучшая сцена двойного проникновения       | Analized (с Джеймсом Дином и Эриком Эверхардом)                                                                          | Номинация |
| 2016 | AVN    | Лучшая сцена лесбийского секса            | Sisterly Love 2 (с Шайлой Дженнингс)                                                                                     | Номинация |
| 2016 | XBIZ   | Лучшая актриса—All-Girl Release           | Girlfriends | Номинация |
| 2016 | XBIZ   | Лучшая сцена секса—Vignette Release       | My Hotwife Blindfolded (с Тони Рибасом)                                                                                  | Номинация |
| 2016 | XBIZ   | Исполнительница года                      | н/д | Номинация |
| 2016 | XRCO   | Unsung Siren                              | н/д | Номинация |
| 2017 | AVN    | Лучшая сцена группового секса             | Orgy Masters 8 (с Кейшей Грей, Кэтрин Джейд, Джо Джо Кисс, Голди Раш, Лексингтоном Стилом, Принцем Яшуа и Рико Стронгом) | Победа    |